# Världslitteratur
Världslitteratur är ett begrepp inom litteraturvetenskapen. Enligt litteraturvetarna Staffan Bergsten och Lars Elleström är den till skillnad från nationallitteraturen "summan av allt som kodifierats i ord över hela jorden tiderna igenom, massan av i muntlig tradition och i skrift bevarade texter från skilda kulturkretsar." Termen myntades först av Goethe, och förekommer även i Marx och Engels Det kommunistiska manifestet (1848). 

## Historisk bakgrund

### GoethesWeltliteratur
Under 1800-talets första decennier använde Johann Wolfgang von Goethe Weltliteratur som term i flera av sina essäer. Han försökte med termen beskriva hur litterära verk cirkulerade och mottogs internationellt runt om i Europa, däribland även verk från utanför västvärlden. Efter att Johann Peter Eckermann publicerade en samling korrespondens med Goethe 1835 fick termen stor uppmärksamhet. Goethe konstaterade hur exalterande han fann det att läsa kinesiska romaner samt persisk och serbisk poesi, och hur fascinerad han var över att hans egna verk översattes och diskuterades utomlands - framförallt i Frankrike. Han förutspådde att världslitteraturen inom en snar framtid skulle ersätta de nationella litteraturerna som den litterära kreativitetens främsta sätt: 
| ” | I am more and more convinced that poetry is the universal possession of mankind, revealing itself everywhere and at all times in hundreds and hundreds of men. […] I therefore like to look about me in foreign nations, and advise everyone to do the same. National literature is now a rather unmeaning term; the epoch of world literature is at hand, and everyone must strive to hasten its approach. | „ |

 Denna betydelse finns fortfarande kvar i termen - föreställningen om en "organiskt sammanhängande enhet av väsentliga diktverk från hela världen."
Goethe såg inte termen som kvantitativ, utan sökte, enligt Bergsten och Elleström, "liksom hela den kultur han formades av och själv formade, en ny och djupare kvalitet, i detta fall den successiva sammansmältningen av de skilda nationallitteraturerna till en allt omslutande syntes."

### Det kommunistiska manifestet
I Goethes fotspår - reflekterande över hur han såg den ekonomiska förståelsen av världslitteraturen som en process av handel och utbyte - använde Karl Marx och Friedrich Engels termen i Det kommunistiska manifestet (1848) för att beskriva den "kosmopolitiska karaktären" av borgarklassens litteraturproduktion. De hävdade att:
| ” | I stället för de gamla behoven, som kunde tillfredsställas genom landets egna resurser, träder nya, vilka behöver produkter från fjärran länder och klimat för att tillfredsställas. I stället för den gamla lokala och nationella självtillräckligheten och avskildheten träder en allsidig kommunikation, ett allsidigt beroende nationerna emellan. Och såsom det går i den materiella, så går det också i den andliga produktionen. De enskilda nationernas andliga produkter blir internationell egendom. Den nationella ensidigheten och inskränktheten blir mer och mer omöjlig, och av de olika nationernas och regionernas litteratur bildas en världslitteratur. | „ |

Martin Puchner har hävdat att Goethe såg världslitteraturen som driven av en ny litterär världsmarknad. Det var denna marknadsbaserade approach som Marx och Engels anammade 1848; medan de bägge beundrade den världslitteratur som skapats av den borgerliga kapitalismen försökte de emellertid även att överstiga den. De hoppades kunna skapa en ny sorts världslitteratur exemplifierad av manifestet, som skulle publiceras samtidigt på många språk och platser. Texten skulle ge upphov till en ny sorts världslitteratur, och lyckades delvis – genom att ge upphov till en av de mest inflytelserika texterna under 1900-talet.

### Polyglottism och översättning
Hugó Meltzl teoretiserade i sin Present Tasks of Comparative Literature från 1877 över världslitteraturen som fenomen. Han vände sig mot Goethes tyska utgångspunkt och förespråkade polyglottism. Han konstaterade, kritisk mot den dåvarande uppfattningen av världslitteraturen, att "idag kräver varje nation sin egen 'världslitteratur' utan att riktigt veta vad som menas med det. Idag anser sig varje nation vara förmer än alla andra nationer. […] Denna ohälsosamma "nationsprincip" utgör den grundläggande premissen för hela det moderna Europas spirituella liv." Han förordade själv termen, men menade att den snarare än ett faktum var ett ouppnåeligt mål: "Sann 'världslitteratur', därför, kan blott vara ett onåbart ideal som alla självständiga litteraturer, det vill säga alla nationer, icke desto mindre, borde sträva mot. De skall dock blott använda de medel som vi har kallat de två viktigaste komparativa principerna: översättning och polyglottism, aldrig våldsdåd eller barbariska hypoteser som inte gagnar någon men som då och då framkommer till och med i de stora europeiska tidningarna." Meltzl grundade en tidning för att motverka Österrike-Ungerns nationalism. Max Koch grundade dock nästan samtidigt en tidning med en liknande utgångspunkt; Meltzl var dock mycket kritisk och menade att det var en 'akademisk tillbakagång'. Kochs tidning var dock den enda som överlevde - enligt David Damrosch förmodligen på att den mer samstämde med den gängse uppfattningen i Europa. Han avvek från Meltzls tankar om flerspråkighet, utan publicerade mestadels på tyska som han ansåg vara det dåvarande världsspråket. Han, till skillnad från Meltzl, erkände fortfarande Goethes citat som riktigt och skrev sin in i Goethes tradition.
H. M. Posnett, som är ett viktigt namn inom den litteraturvetenskapen, publicerade 1886 Comparative Literature. Delar av arbetet byggde vidare på Goethes användande av termen. Han teoretiserade över hur korrekt en översättning kan vara och konstaterade att översättning av poesi är vanskligt, eftersom "språk, faktiskt, är en ljudkatalog av alla objekt och tankar familjära i den gemenskap de tillhör." Han konstaterade också att den då hållna tanken om litteraturens representativitet var fatal, och att karaktärer - om de ska fungera dramatiskt - "måste vara felaktiga; att felaktigheten stämmar från den djupaste sanning om litterära och mänskliga idéer—deras begränsning eller relativitet; och att subjektiva kritiker inte bara misstar sig i sin syn på den individuella karaktären – genom att bortse från den sociala – utan att de har misslyckats med att förstå själva den dramatiska konstens verkliga tillstånd." Han fortsatte på samma tema:
| ”                | Allt detta är historiskt fel; men det är så just därför att ingen dramatiker eller poet är mer universell i sin förståelse av karaktärer än i sin förståelse av växter, djur eller sceneri. Det är så därför karaktärers sociala och individuella utveckling förhindrar historisk korrekthet förutom på bekostnad av den medvetna kontrasten mellan vår egen och andra sociala och fysiska miljöer där vetenskapen frodas men konsten försvinner. Det är så därför att historisk korrekthet omöjliggörs av språkens och tankens tillstånd som dramatikern måste skriva under, och som hans konst måste arbeta under. Det är så därför att dramatikerns liknelser och metaforer, såväl som hans män och kvinnor, inte kommer från ett 'luftigt ingenting', ej heller from ett lika luftigt allting, utan från en begränsad sfär av mänskliga associationer, av djur- och växtliv, av den fysiska naturen. Om ett samtida folk, som skiljer sig från oss själva i språk och vanor, skulle förse vår sen med karaktärer eller händelser, skulle strikt korrekthet av liknande anledningar var omöjlig. | „ |
| – Posnett, 1886. | |   |

Posnett menade även att världslitteraturen först uppstod i antika riken som Romarriket, långt innan de moderna nationella litteraturerna uppstod.

### Världslitteratur och kanons fall
Northon Anthology of World Pieces började ges ut 1956. Första utgåvan bestod av 73 författare, alla män inom en västerländsk tradition. Till den tredje utgåvan 1976 tillkom Sapfo, och under 1990-talet breddades också den geografiska räckvidden. Flera försök till världslitterära samlingsverk har gjorts, såsom det tyska Litteraturlexikon, den italienska Dizionario delle opere di tutti tempi e di tutte le letterature samt den engelska Great Books of the Western World. På svenska har Världslitteraturen. De stora mästerverken i urval givits ut. Många antologier innehåller hundratals författare från dussintals med länder, och Christopher Braider menar att postkolonialister "inte bara helt och hållet har orsakat den nedärvda litterära kanons fall utan även förskjutit det europeiska metropolis från det komparativas traditionella centrum." David Damrosch konstaterar dock att de västeuropeiska klassikerna, som James Joyce läses mer än någonsin; för att förklara det motsägelsefulla i detta lanserar han begreppen 'hypercanon', 'countercanon' och 'shadow canon'. 'Hyper canon' utgörs av de stora klassikerna, 'countercanon' av det subalterna - av litteratur författad på små språk eller i mindre litteraturer bland större språk, medan 'shadow canon' utgörs av tidigare 'countercanon'-författare som har fallit i glömska.

## Samtida definitioner
Begreppet har visat sig svårt att definiera. Professor Eric Hayot konstaterar i On Literary Worlds att det under 2010-talet vuxit fram två närmast motsatta sätt att använda begreppet på: å ena sidan Pascale Casanova och Franco Moretti som pratar om världssystem, där världslitteraturen blir föremål för en form av analys som undersöker hur litteraturen utvecklas och förändras, på ett sätt som överskrider det enskilda verket. Moretti konstaterade i den viktiga essän "Conjectures on World Literature" från New Left Review 2005 att "världslitteratur är inte ett objekt, det är ett problem, och ett problem som kräver en ny kritisk metod." Som Hayot omformulerar deras syn: "'värld' är inte, och kan inte vara, en del av närläsningen av ett enskilt verk, hur representativt det verket än förefaller vara."Den andra sidan företräds först och främst av professor David Damrosch. Damrosch gör gällande att världslitteratur är 'verk som läses och diskuteras utanför en nationell och områdesspecifik publik'. Han strävar efter att göra termen bred och inklusiv, för att kunna bryta den eurocentrism han menar dominerar litteraturvetenskapen. Relaterat till sin term 'hypercanon' konstaterar Damrosch att i den postkoloniala hyperkanon figurerar med denna definition författare som Salman Rushdie, Chinua Achebe, Derek Walcott och en handfull andra författare. Samtidigt varnar han för hypercanon, och konstaterar att när en författare får företräda ett icke-västeuropeiskt land missar man själva poängen med världslitteratur, utan skapar istället en ny exkluderande kanon. Å ena sidan har man Casanova och Moretti som menar att världslitteratur är världssystemens litteratur - "en produkt av olika cirkulationssätt som kräver helt nya analysmönster och metoder", som Hayot sammanfattar det; å andra sidan Damrosch som ser världslitteratur som det som framkommer genom intensiv närläsning av visst slag.
Hayot konstaterar att "problemet är att ingen har författat en bra teori om världen, och att i brist på bra teorier får 'värld' betyda vadhelst man har en bra teori om (ett system, en metod, en social eller kulturell helhet." Inom diskussionerna om vad världslitteratur är pågår en debatt om vad 'värld' i grund och botten är. Damrosch i ett försök att förklara världslitteraturen som något som involverar hela världen introducerade termen 'global världslitteratur'; Christopher Prendergast konstaterar i The World Republic of Letters att "vad världslitteraturstudier än tas för att vara, så kan det inte tas för alla litteraturer i världen" - vad 'värld' i 'världslitteratur' än må betyda, så betyder det "inte hela världen".
En ytterligare definition gör gällande världslitteraturen som en genre. Ett exempel på detta är den tysk-österrikiske litteraturkritikern Sigrid Löffler som i Die neue Weltliteratur und ihre großen Erzähler benämner migrantförfattares verk som världslitteratur; författare utan stadgad hemvist, ofta författare i exil som enligt henne snarare blivit världsmedborgare än medborgare i ett specifikt land, och där identiteten är oklar, benämner hon som världslitterära författare. Som exempel ger hon namn som Salman Rushdie, Chinua Achebe, V. S. Naipaul, Teju Cole och Zadie Smith.

## Kritik
Rey Chow har konstaterat att "problemet försvinner inte om vi bara ersätter England, Frankrike och Tyskland med Indien, Kina och Japan. Skulle så vara fallet blir själva konceptet litteratur strikt underordnat en socialdarwinistisk förståelse av nationen: "mästerverk" motsvarande "mäster"-nationer och "mäster"-kulturer. Om Indien, Kina och Japan får representera Asien kommer kulturer av mindre betydelse i den västerländska förståelsen som Korea, Taiwan, Vietnam, Tibet med flera helt enkelt falla vid sidan - som marginaliserade "andra" till det "andra" som är de "stora" asiatiska civilisationerna!" Damrosch, trots sitt förordande och sina studier av begreppet, har värjt sig mot den stora vikt som lagt vid teoretiker som Judith Butler, Michel Foucault, Edward Said och Gayatri Chakravorty Spivak, och hur detta närmst har blivit till en ny kanon - av teoretiker. Han målar även upp tre problem som världslitteraturen står inför - även om han överlag menar att vetenskapen är på god framfart:
1. Världslitteratur som vetenskap kan bli kulturellt utrotat (kopplat till problemen med att läsa verk i översättning).
2. Världslitteratur som vetenskap kan bli filologiskt bankrutt.
3. Världslitteratur som vetenskap kan komma att höra samman ideologiskt med den globala kapitalismens värsta sidor.

Spivak instämmer med det tredje problemet: "utgivarkonglomerat har insett att det finns en världsmarknad för översatta världslitteraturantologier. […] Studenter i Taiwan och Nigeria kommer att lära sig om världens litteraturer genom engelska översättningar organiserade av USA."
Werner Friederich, en schweizisk litteraturvetare, vände sig 1960 mot eurocentrismen inom världslitteraturen: "världslitteratur är en övermodig och arrogant term. Ibland, när jag känner mig nonchalant, tänker jag att vi borde kalla våra program för NATO-litteraturer. Dock skulle också det vara extravagant, för oftast bemödar vi oss inte med mer än en fjärdedel av NATO-länderna." På grund av detta menade han att hela termen borde skrotats; ett av hans största problem utöver det lilla urvalet var allt som försvann i översättning.